# Stefan Freund
Stefan Freund (* 1969 in Schwabach) ist ein deutscher Altphilologe.

## Leben
Nach dem Abitur am Adam-Kraft-Gymnasium in Schwabach und dem Zivildienst studierte Freund ab 1990 Klassische Philologie, Katholische Theologie, Neogräzistik und Archäologie an den Universitäten Eichstätt, Erlangen und Urbino. Nach dem Staatsexamen (1995) verfasste er seine Dissertation Vergil im frühen Christentum: Untersuchungen zu den Vergilzitaten bei Tertullian, Minucius Felix, Novatian, Cyprian und Arnobius, mit der er 1999 in Eichstätt bei Hans Jürgen Tschiedel und Antonie Wlosok promoviert wurde.
Nach der Promotion absolvierte Freund sein Referendariat am Wirsberg-Gymnasium in Würzburg und arbeitete anschließend als Studienrat am Gregor-Mendel-Gymnasium in Amberg. Daneben betrieb er seine Habilitation (ab 2002 als Stipendiat des Bayerischen Habilitationsförderpreises). Ab 2005 arbeitete er als Akademischer Rat für Klassische Philologie an der Universität Regensburg, 2006 habilitierte er sich an der Universität Eichstätt mit einer kommentierten, zweisprachigen Ausgabe des siebten Buches De vita beata aus Lactantius’ Divinae institutiones. 2008 wurde Freund als Professor für Klassische Philologie/Latein an die Bergische Universität Wuppertal berufen. Mitte März 2021 wurde Freund auf einem virtuellen Vertretertag zum Leiter des Bundesvorstands des Deutschen Altphilologenverbandes gewählt.

## Schriften
- Vergil im frühen Christentum. Untersuchungen zu den Vergilzitaten bei Tertullian, Minucius Felix, Novatian, Cyprian und Arnobius (= Studien zur Geschichte und Kultur des Altertums. 1. Reihe: Monographien und Sammelbände. Band 16). Schöningh, Paderborn 2000, ISBN 3-506-79066-8 (zweite, korrigierte und erweiterte Auflage, ebenda 2003).
- Laktanz, Divinae Institutiones, Buch 7: De vita beata. Einleitung, Text, Übersetzung und Kommentar (= Texte und Kommentare. Band 31). Walter de Gruyter, Berlin/New York 2009, ISBN 978-3-11-019345-9.
- mit Wolfram Schröttel und Wolfram Winger: Laktanz, Divinae institutiones. Einleitung, Text, Übersetzung und Anmerkungen (= Litterae Christianorum. Bibliothek der frühchristlichen lateinischen Literatur. Band 1). 2 Teilbände, Franz Steiner, Stuttgart 2025, ISBN 978-3-515-13253-4 (Open Access).

## Einzelbelege
1. ↑  Neue Vorsitzende des Deutschen Altphilologenverbandes – „Nähe in der Distanz: Latein und Griechisch 2.0“. Abgerufen am 16. April 2021.

| Personendaten    | Personendaten          |
| ---------------- | ---------------------- |
| NAME             | Freund, Stefan         |
| KURZBESCHREIBUNG | deutscher Altphilologe |
| GEBURTSDATUM     | 1969                   |
| GEBURTSORT       | Schwabach              |